# Béhal-Sommelet-Umlagerung
Die Béhal-Sommelet-Umlagerung ist eine Namensreaktion der organischen Chemie. Auguste Béhal (1859–1941) und Marcel Sommelet (1877–1952) berichteten im Jahre 1904 zum ersten Mal von dieser Reaktion.

## Übersichtsreaktion
Bei der Béhal-Sommelet-Umlagerung reagiert ein β-Hydroxyalkylether (R = Alkyl- oder Arylrest) säurekatalysiert zu einem Aldehyd:

## Reaktionsmechanismus
Im vorgeschlagenen Reaktionsmechanismus wird zunächst der β-Hydroxyalkylether 1 säurekatalysiert unter Wasserabspaltung zum Enolether 2 umgesetzt. 2 wird dann mit Hilfe einer Säure und unter Abspaltung von Ethanol zum gewünschten Aldehyd 3 umgesetzt:

## Modifikation
Als β-Hydroxyalkylether lässt sich auch Phenyl-β-hydroxylalkylether verwenden.

## Anwendung
Die Béhal-Sommelet-Umlagerung ist eine breit anwendbare Methode, um α-substituierte Aldehyde zu synthetisieren.